# Herbert Feigl
Pour les articles homonymes, voir Feigl.
Herbert Feigl (né le 14 décembre 1902 à Reichenberg – mort le 1er juin 1988 à Minneapolis) est un philosophe autrichien, membre du Cercle de Vienne et théoricien du positivisme logique, puis du matérialisme. Il contribue de façon cruciale à l’implantation de la philosophie analytique aux États-Unis, à partir des années 1930, et à l'émergence de la « philosophie américaine » telle que nous la connaissons encore aujourd’hui.

## Biographie
Feigl est né en Tchécoslovaquie en 1902. Il a étudié la physique et la philosophie sous la direction de Moritz Schlick, le fondateur du Cercle de Vienne. Au sein du Cercle, il s’entretenait régulièrement avec Ludwig Wittgenstein et Karl Popper et participait aux débats et travaux du Cercle de Vienne, dans l’Autriche des années 1920. En 1931, il émigre aux États-Unis et s’installe dans l’Iowa. Il enseigne alors la philosophie à l’Université d'Iowa jusqu’à sa retraite en 1971.

## Philosophie des sciences
La pensée de Feigl s'inscrit au départ dans la problématique de l’unification de la science proposée par le physicalisme. Dans le contexte du Cercle de Vienne, le physicalisme vise d'abord à faire de la physique le langage universel de la science plutôt qu'à constituer une ontologie qui décrirait ce que sont « réellement » les choses. Or, cette version du physicalisme parait incompatible avec le « réalisme scientifique » que souhaite défendre Feigl. Le réalisme scientifique prétend en effet qu'il existe bien une réalité indépendante de l'expérience, que la science seule peut décrire et expliquer. Pour réconcilier ces deux approches apparemment contradictoires, Feigl développe une pensée qui tente de combiner les méthodes de l'empirisme logique du Cercle de Vienne, avec une conception scientifique « réaliste » des entités postulées par la physique théorique.

## Philosophie de l'esprit
À partir des années 1950, Feigl rompt avec la tradition de l'empirisme logique et avec le béhaviorisme philosophique qui lui est associé (en particulier celui de Gilbert Ryle). Cette position n'accorde aucune pertinence épistémologique aux états mentaux connus de façon immédiate et interne. Or selon Feigl, une conception de l'esprit se doit de rendre compte de ces états. Il adopte alors la thèse générale du matérialisme pour la compréhension du rapport entre le corps et l’esprit.

### Identité esprit-cerveau
Le rapport de l'esprit au corps est conçu par Feigl dans les termes d’une identité : l'identité entre le mental et cérébral. Cette conception est également adoptée à la même époque par l’« école matérialiste australienne de philosophie » (Ullin Place, John J. C. Smart). Les processus mentaux, en particulier les « sensations brutes » (raw feels) qui en représentent la part « phénoménale » ou « subjective », ne sont donc rien d’autre que certains processus neuronaux déterminés ; de telle sorte qu’il est possible, suivant Feigl, d’établir le principe d’une corrélation systématique, un-un, entre événements mentaux et événements cérébraux. Cette forme d'identité autorise ainsi la réduction des états psychiques (conscience, sensations) à des états physiques, en l’occurrence les états du cerveau. À ce titre, elle associe le développement de la psychologie et de la « philosophie de l’esprit » à celui des sciences empiriques, en particulier à celui de la neurophysiologie et de la neurobiologie.

### Réductionnisme ontologique
Si les états psychiques sont réductibles aux états cérébraux, ils en demeurent distincts par leur sens ou leur signification. On parle dans ce cas de  réduction « ontologique » pour la distinguer de la réduction « sémantique ». Les énoncés subjectifs formulés en première personne (« J’ai mal »), ont le même référent ou denotatum que les énoncés objectifs formulés en troisième personne (« Les fibres nerveuses C sont activées »), car ils désignent dans la réalité les mêmes états ou processus. Ils sont donc identiques sur le plan « ontologique ». Mais les premiers types d'énoncés diffèrent des seconds du point de vue du sens. Le constat de cette différence sémantique conduit Feigl à postuler le caractère empirique (synthétique), et non analytique ou logique, de l’identité entre le mental et le physique.

### Double connaissance
Pour Feigl, les états mentaux nous sont donnés directement par l'introspection, et les états cérébraux correspondants sont connus indirectement par les sciences du cerveau.  Contrairement à une forme plus stricte de matérialisme, représentée par Ullin Place ou plus encore par le matérialisme éliminativiste (Rorty, Feyerabend), le réductionnisme de Feigl reconnaît l'intérêt gnoséologique (pour la connaissance) de l’expérience intérieure et vécue. Il avance alors la thèse de la « double connaissance » : une seule et même série d’événements est connue à la fois de manière directe et subjective, dans l’expérience vécue, et de manière indirecte et objective, par les moyens scientifiques de la neurophysiologie.
Ce point de vue est parfois qualifié de « théorie du double aspect », en référence notamment au  parallélisme psychophysique par lequel Gustav Fechner ouvre la voie à la psychologie expérimentale . Selon cette interprétation, la théorie de la double connaissance pourrait se concevoir comme une « forme ranimée du parallélisme psychophysique ».

### Cérébroscope
Dans un texte de Feigl de 1954 intitulé « The complete autocerebroscopist » Feigl conçoit l'instrument métaphorique du « cérébroscope ». Cet appareil fictif fournirait des traces visuelles de ce qui a lieu dans l’esprit-cerveau, et permettrait ainsi une « autocérébroscopie » grâce à laquelle le sujet, alors même qu’il fait spontanément l’expérience directe, subjective, de tel ou tel état psychique, pourrait également observer, comme sur un écran, les phénomènes neurophysiologiques objectifs corrélatifs de ses états mentaux (l'activation de certaines aires cérébrales). L’hypothèse de cette auto-observation par le sujet de son esprit-cerveau, si elle semble anticiper sur les techniques contemporaines d’imagerie cérébrale, revêt toutefois chez Feigl un enjeu principalement philosophique.